# Casa de Dávalos

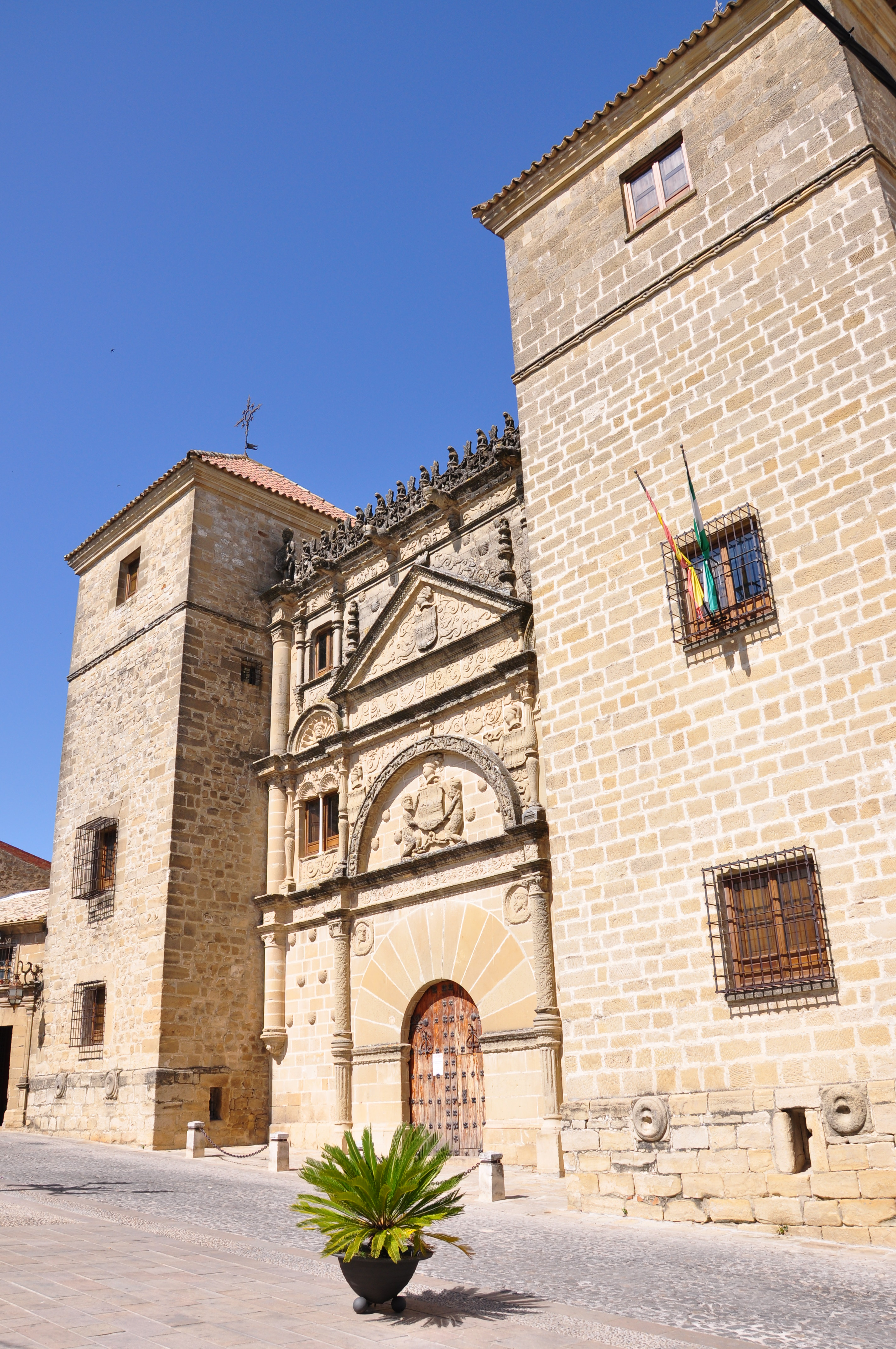
Casa de Dávalos

Casa de Dávalos (auch bekannt als Casa de las Torres) ist ein Herrenhaus aus dem 16. Jahrhundert in der Stadt Úbeda in der spanischen autonomen Gemeinschaft Andalusien in der Provinz Jaén.

## Geschichte
Der 1520 vom dritten Constable von Kastilien Ruy López Dávalos auf dem Gelände der Condestables de Castilla erbaute Palast in der heutigen Innenstadt von Úbeda wurde im Stil einer Burg mit zwei flankierenden Türmen errichtet, die dem Gebäude auch den Namen Casa de las Torres gaben. Der Patio ist von Doppelarkaden umgeben. Die obere Galerie im Innenhof mit ihren überlappenden Archivolten im Mudéjarstil rahmt den Wandelgang mit Brunnen im Innenhof ein und verdeutlicht die Gerichtsbarkeit der damaligen Dynastie Dávalos. Die Mitglieder der Familie Dávalos waren die damaligen Verwalter in der Region, die im Dienste der Könige Kastiliens standen. 
1917 wurde Casa de Dávalos unter Denkmalschutz gestellt und als Monumento Bien de Interés Cultural eingetragen. Im Jahre 1934 erwarb der Rat der Stadt das Gebäude. Nach Renovierungsarbeiten wurden 1943 die Schule für Kunsthandwerk Escuela de Artes de Úbeda und ein Stadtmuseum eingerichtet.